# Kalendarium Boisk
Boiska – wieś 5 km na N od  Solca nad Wisłą, na lewym brzegu Wisły; ok. 60 km na NE od klasztoru, 4 km na W od  Braciejowic, położona w 1380 w powiecie radomskim, ale w latach 1538 i 1540 powiat sandomierski 1827 powiat opatowski (Tabela 131); 1470 – 80 parafia Solec (Długosz L.B. II 574).

## Nazwy patronimiczne  wsi
W roku 1380 „Boiszka”, 1391n. „Boyska”, 1454 „Boÿszka”, 1470–80 „Bogyska”, „Boyska”, 1510, 1540, 1569, 1570, 1577 „Boÿska”, 1517 „Boyska”, 1538, 1553n. „Bogiska”, „1576” „Boÿszka”, „1650” – „Boiska”, w „Boiskach”, o mieszkańcach „Boiszczanie”, do „Boiska”, 1660 „Boiska”.

## Opis granic, topografia

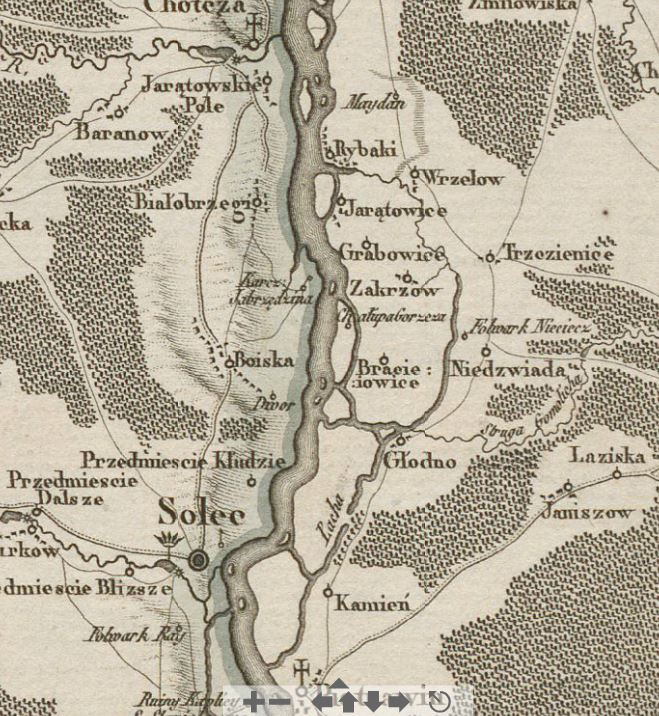
Otoczenie Boisk na mapie Perthées'a

- 1380, 1459 opis granic Boisk tak jak opis granic Goszczy.
- 1470 – 80 graniczy z  Białobrzegami, Wolą Solecką (obecnie Wola Solecka Pierwsza, Wola Solecka Druga)  i Solcem (Długosz L.B. III 241).
- 1491, 1501 – z Goszczą.
- 1512, 1517, 1519, 1530, 1554, 1565 graniczy z Solcem, Wolą Solecką i Białobrzegami,Goszczą.
- 1592  –  Jan Machowski z Machowa podkomorzy  sandomierski powtarza akt komornika granicznego powiatu radomskiego Jerzego Piaseckiego z tego roku odnawiający granice miasta królewskiego Solec oraz wsi: Boiska, należącej do klasztoru świętokrzyskiego, i Białobrzegi Jana Zielińskiego.

Wiodą one od narożnicy między Boiskami, Białobrzegami i miastem Solec wzdłuż 9 kopców i 4 znaków krzyża na drzewach przez bór „Brins” ponad oranym łęgiem, drogą z Boisk do  Świesielic, wzdłuż 2 kopców i 3 znaków krzyża do nowo wykarczowanej roli, gdzie usypano nowy kopiec, dalej wzdłuż 9 kopców do drogi publicznej z Solca do  Janowca, gdzie poddani z Białobrzegów oskarżeni zostali o zniszczenie granic klasztornych.
Za nią 4 kopce wiodą do rowu Zimny Dół i do Wisły (Istula), dawniej znanej jako Przeria (Przyrya), która stanowi granicę między królewską wsią  Jarnołtowice należącą do tenuty soleckiej, a wsiami Goszcza, Braciejowice i  Zakrzów klasztoru świętokrzyskiego, tu też umieszczono narożnicę.
- 1660-4 – Wola Solecka graniczy „po jednej stronie od kopanego rowu idąc końcami Baranowa aż do kopców (tu opis przerwany) , także w koniec boru idą oo. świętokrzyskich do wsi Boisków należących, z drugiej strony schodzą się z borem miasta Solec” do Lipska[8] z gruntem Grabowiec wsi Jarnołtowice (obecnie wieś Grabowiec), który „consistit za Wisłą przy lesie jaruntowiczkim, z jednej strony graniczy z lasem oo. świętokrzyskich do Boisk należącym, w ostatku Wisła z 2 stron oblewa” (ib. 185), graniczy też z łanem wójtowskim na przedmieściu Solca[9].
- 1680, 1780 – następuje rozgraniczenie dóbr klasztoru świętokrzyskiego obejmujące: Boiska, Goszcza, Braciejowice i Głodno od Solca, Woli Soleckiej, Kamienia i Janiszowa[10].
- 1789 – Boiska graniczą od zachodu z Wolą Solecką[11], zaś Kępa Boiska (dziś nie znajdujemy na mapie) graniczy z wsią Kamień[12].

## Kalendarium własności, obciążenia i przywileje ekonomiczne
Wieś stanowi własność szlachecką, od 1459 r. klasztoru świętokrzyskiego.
- 1380, 1391, 1459  porównaj z Goszcza.
- 1437 – znany jest Jan z Boisk[13].
- 1470–80 – własność klasztoru świętokrzyskiego, 7 łanów kmiecych, karczma z rolą. Kmiecie płacą po 18 gr czynszu, dają po 30 jaj, 2 koguty, 1 serze, nie dają sepu, pracują po 1 dniu tyg. własnym wozem lub pługiem, odrabiają obie powaby 2 kosiarzami i 2 kosami, karczmarz płaci 18 gr czynszu, nie pracuje (Długosz L.B. III 241; II 574);
- 1510 – pobór z 2,5 łana[14].
- 1529 – wieś należy do stołu konwentu, daje 10 gr czynszu[15].
- 1538, 1540 – z Goszczy i Boisk łącznie pobór z 3 łanów[2].
- 1569, 1576 – dzierżawca Piotr Kowalski (dzierżawił także część Braciejowic) daje pobór z 1,5 ł.[16][17].
- 1570 – własność opata, pobór z 1,5 łana i karczmy[18].
- 1577 – starosta solecki daje pobór z 1,5 łana[19]
- 1650 – konwent świętokrzyski daje pobór z 17 domów i 1,5 łana[20].
- 1651 – należy do stołu konwentu, dwór (o ile istniał), 6 kmieci, 6 kmieci półrolych, 4 zagrodników, 6 chałupników, 5 komorników, karczma. Wszyscy płacą czynsz na ś. Marcina [11 XI], kmiecie po 9 gr, półrolni po 4,5 gr, zagrodnicy po 3 gr, chałupnicy po 1 gr, karczmarz 24 floreny, oraz za robotę i stróżę dalsze 24 floreny.

Kmiecie dają po 30 jaj, 3 kapłony, 6 mat, 3 łokcie przędzy konopnej, 2 łokcie zgrzebnej i 1 łokieć poczesnej, 1 korce chmielu, 2 korce żołędzi, półrolni po 1 kapłonie, 3 maty, pół korca chmielu, 1 korzec żołędzi, zagrodnicu po 20 jaj, chałupnicy po 1 korcu żołędzi, a komornicy po pół korca żołędzi.
Kmiecie pracują od śródpościa do ś. Marcina po 4 dni tygodniowo, a od ś. Marcina do śródpościa po 3 dni tygodniowo, zagrodnicy po 3 dni tygodniu piechotą, zagrodnicy połowni i chałupnicy po 2 dni tygodniowo pieszo, komornicy po 1 dniu tygodniu. Wszyscy odrabiają 4 dni pomocnego w „lecie i kaczmarce”.
- 1662 –  pogłówne od dzierżawcy Melchiora Bleszczowskiego z żoną oraz 72 osób czeladzi folwarcznej i poddanych[22]
- 1673 – pogłówne od zarządcy Młodkowskiego z żoną, 11 osób czeladzi folwarcznej, 73 mieszkańców wsi oraz od Lignawskiego z żoną, matką i 2 osób jego familii[23].
- 1674 – w Boiskach mieszka prokurator klasztoru[24]. W tym też czasie Boiska przejmują rolę kluczową w dobrach dotąd braciejowickich klasztoru świętokrzyskiego.
- 1693 – Michał Polanowski chorąży czernichowski dziedzic z Bronowic każe związać poddanego klasztoru z Boisk, wysłanego w celu policzenia kop zboża w Bronowicach i Łęce[25]. W roku 1712 Kazimierz Łubieński biskup krakowski ekskomunikuje Michała Polanowskiego, po czym ten spłaca klasztorowi rachunki.
- 1786 – dwór w Boiskach widoczny na mapach (Perthées);
- 1787 – wieś liczyła 245 mieszkańców (Spis I 394; II 114);
- 1789 – własność klasztoru świętokrzyskiego, daje 9744 złotych 2 grosze dochodu[26].
- 1819 – wieś Boiska z folwarkiem należy do stołu konwentu, liczy wówczas 26 domów, jest tu drewniany dwór klasztorny o 4 pokojach, w którym mieszka prokurator klasztoru, i zdezelowana kaplica z ołtarzem[27]
- 1819 – przebywa tu stale Bernard Suwalski OSB prowizor, prokurator, plenipotent i sekretarz klasztoru[28].
- 1827 – we wsi było 42 domy i 300 mieszkańców (Tabela I 31).

## Powinności dziesięcinne
Dziesięcina należy do biskupa krakowskiego, okresowo do klasztoru świętokrzyskiego.
- 1470–80 – z całej wsi dziesięcina snopowa i konopna wartości do 6 lub do 4 grzywien dowożą biskupowi krakowskiemu (Długosz L.B. II 574; III 241).
- 1529 – dziesięcina snopowa wartości 10 gr pobiera biskup krakowski, a wartości 1 grzywny należy do stołu konwentu świętokrzyskiego[29].
- 1644, 1647, 1674, 1740 – dziedzice wsi Białobrzegi, Lucimia, Łęka i Janowiec dostarczają do Boisk należne z tych wsi opactwu dziesięciny w naturze lub w pieniądzu[30].
- 1782 – zamiast dotychczasowych 200 zł, klasztor świętokrzyski ma płacić dziekanowi kieleckiemu za dziesięciny z gruntów dworskich i poddanych w Boiskach 400 zł rocznie[31][32].
- przed 1819 była we wsi drewniana kaplica ś. Benedykta z ołtarzem tegoż wezwania, który później został przeniesiony do kościoła w Pawłowicach. Przy kaplicy znajdował się dwór klasztorny, w którym mieszkał zazwyczaj jakiś zakonnik[33][34]
- 1819 – po tym roku (już po supresji) biskup sandomierski podarował sprzęty z kaplicy Badeniemu, dzierżawcy tych dóbr[35]